# Plesiomma leptogaster
Plesiomma leptogaster là một loài ruồi trong họ Asilidae. Plesiomma leptogaster được Perty miêu tả năm 1833. Loài này phân bố ở vùng Tân nhiệt đới.